# Witold Tryuk
Witold Władysław Tryuk (ur. 21 maja 1921 w Pabianicach, zm. 12 lutego 2006 w Warszawie) – p.o. dyrektora Centralnego Zarządu Ceł w latach 50. XX wieku.

## Życiorys
W czasie II wojny światowej, od 26 maja 1940 roku do 7 grudnia 1942 roku Witold Tryuk był więźniem obozu koncentracyjnego Dachau nr 116863/11930.
W  latach 50. XX  wieku pracował w Centralnym Zarządzie Ceł w Ministerstwie Handlu Zagranicznego, gdzie w okresie  1 lipca 1952 – 15 grudnia 1953 roku pełnił obowiązki prezesa (wtedy – dyrektora) Centralnego Zarządu Ceł.
Jednocześnie był pracownikiem Urzędu Bezpieczeństwa. Jego następcą na stanowisku dyrektora Centralnego Zarządu Ceł był generał brygady milicji Józef Konarzewski (prosto ze stanowiska komendanta głównego Milicji Obywatelskiej), który pozostawał na tym stanowisku przez 16 lat.
Witold Tryuk zmarł w szpitalu przy ul. Grenadierów w Warszawie. 

## Życie prywatne
Witold Tryuk był synem Zygmunta Tryuka i Władysławy z d. Wlazłowicz. Ożenił się z Wandą Barbarą z d. Piskorską, córką Leonarda Piskorskiego. Miał z nią dwie córki: Barbarę (ur. w 1950 roku, późniejszą Czapską) i Małgorzatę (ur. w 1953 roku).